# Шлапак Олександр Віталійович

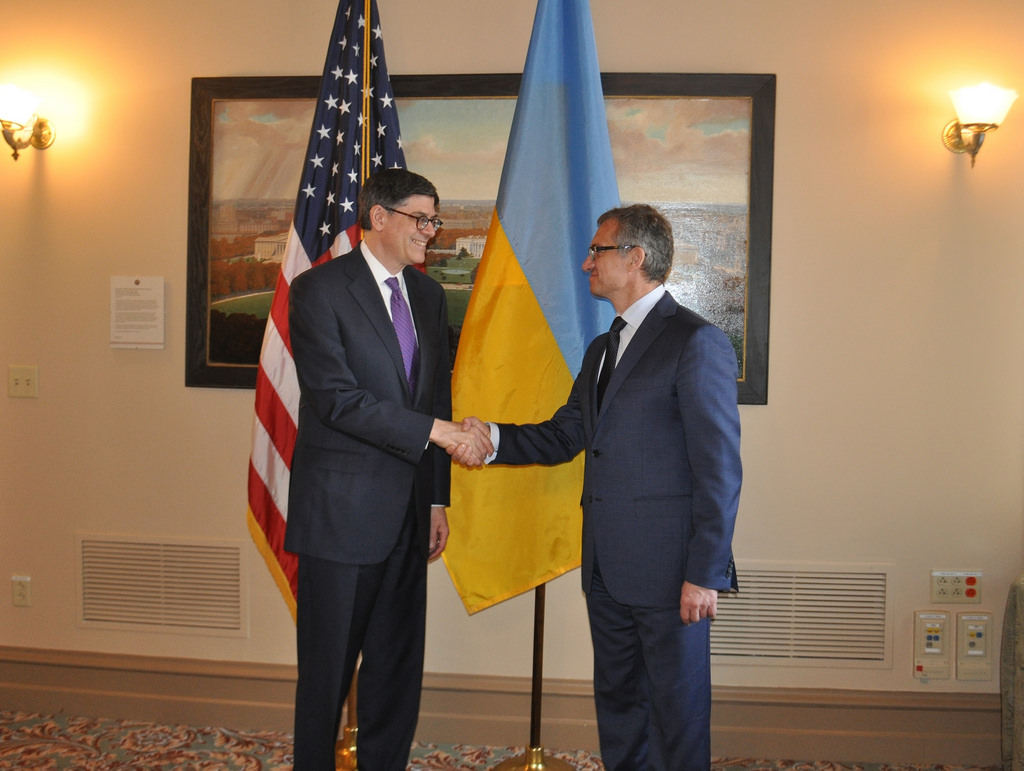
Олександр Шлапак на перемовинах

Олексáндр Вітáлійович Шлапáк (нар. 1 січня 1960, Іркутськ, Російська РФСР) — український політик та фінансист. 14-ий міністр фінансів України (з 27 лютого 2014 по 2 грудня 2014).

## Біографія
Освіта повна вища. У 1982 році закінчив Львівський політехнічний інститут за спеціальністю «Автоматизовані системи управління» та здобув кваліфікацію — інженер-системотехнік. У 2009 році — Український державний університет фінансів та міжнародної торгівлі за спеціальністю «Міжнародна економіка» та здобув кваліфікацію магістра з міжнародної економіки.
Кандидат економічних наук.
Українець. Батько Віталій Федорович (1935–1995), мати Катерина Григорівна (1935) — пенсіонери. Дружина Оксана Марківна (1960). Дочки Галина (1980) і Катерина (1983).
Державний службовець 1-го рангу (із січня 2003).

### Трудова діяльність
- 1977–1982 — студент Львівського політехнічного інституту
- 1982–1984 — інженер-програміст(системотехнік) Львівського політехнічного інституту.
- 1984–1988 — секретар комітету комсомолу Львівського політехнічного інституту; завідувач відділу комсомольських організацій Львівського обласного комітету ЛКСМУ; завідувач відділу студентської молоді ЦК ЛКСМУ.
- 1988–1989 — 1-й секретар Львівського міського комітету ЛКСМУ.
- вересень 1989–1990 — 1-й секретар Львівського обласного комітету ЛКСМУ.
- 1990–1993 — голова обласної ради Демократичної спілки молоді Львівщини.
- 1993–1998 — директор Львівської філії, директор Західного головного управління, заступник голови ради КБ «Приватбанк».
- 1998–2000 — керівник групи радників Віце-прем'єр-міністра України з питань економіки.
- Лютий 2000 — липень 2001 — заступник Міністра[4][5], 10 липня — 30 серпня 2001 — Міністр економіки України[6][7].
- 30 серпня 2001 — 30 листопада 2002 — Міністр економіки та з питань європейської інтеграції України[8][9].
  - Член Ради національної безпеки і оборони України (серпень 2001 — грудень 2002).
- Січень 2003 — лютий 2005 — заступник Голови НБУ.
- 12 жовтня 2005 — 10 серпня 2006 — Голова Державного казначейства України[10][11].
- Листопад 2006 — березень 2007 — керівник Головної служби соціально-економічного розвитку Секретаріату Президента України.
- Березень 2007 — лютий 2010 — перший заступник Глави Секретаріату Президента України — представник Президента у Кабінет Міністрів України[12][13].
- 2010–2014 — віце-президент ТОВ «ІМГ інтернешнл холдинг компані».
- 27 лютого 2014 року призначений міністром фінансів України в уряді Арсенія Яценюка.
- 18 грудня 2016 року на своїй сторінці в Facebook перший заступник голови правління ПриватБанку Олег Гороховський написав, що після націоналізації «ПриватБанку» його головою правління буде призначений екс-міністр фінансів України Олександр Шлапак[14]
- 20 грудня 2016 р. — 26 червня 2017 р. — голова правління ПАТ «Приватбанк».

Продовжує обіймати посади співпрезидента Польсько-української господарчої палати та віце-президента Асоціації платників податків на громадських засадах.

## Громадська діяльність
- З 2005 року очолює ВГО «Товариство «Україна — В'єтнам».

## Цікаві факти
- 15 серпня 2011 Шлапака облили водою і збили окуляри під час свідчень по справі Юлії Тимошенко (на яких він свідчив проти неї) біля Печерського суду.[15]
- Шлапак є віце-президентом Асоціації платників податків, яку очолює Грігол Катамадзе.[16]

## Нагороди
- Орден князя Ярослава Мудрого V ст. (1 січня 2010) — за вагомий особистий внесок у державне будівництво, соціально-економічний розвиток Української держави[17]
- Орден «За заслуги» III ст. (19 березня 2004) — за значний особистий внесок у реалізацію державної грошово-кредитної політики, розвиток банківської справи та високий професіоналізм[18]
- Заслужений економіст України (7 лютого 2008) — за значний особистий внесок у забезпечення інтеграції України до Світової організації торгівлі[19]
- Відзначений державною нагородою Соціалістичної Республіки В'єтнам — орденом Дружби (2011).